# Charles Grant Beauregard

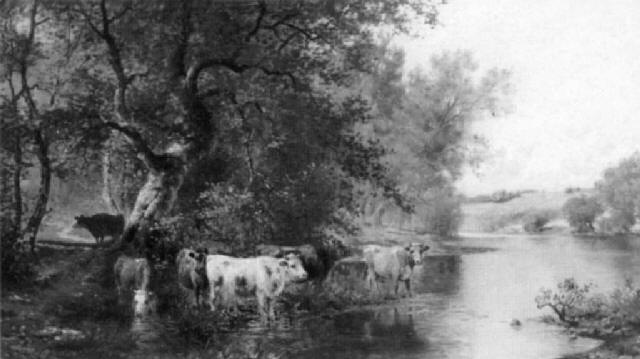
Charles Grant Beauregard – Cows watering by a stream

Charles Grant Beauregard (* August 1857 im Bundesstaat New York; † 1919 in Troy, New York) war ein amerikanischer Maler.

## Leben und Werk
Beauregard, dessen Eltern John und Margaret Beauregard Einwanderer aus Kanada waren, war in Troy als Lehrer an der Emma Willard Private School tätig.
Während er sich zunächst mit Porträtmalerei befasste, wandte er sich später den Stillleben zu. Bekannt sind aber auch seine pastoralen Landschaftsgemälde, deren häufiges Motiv Baumgruppen an Flussläufen mit Kühen sind. Stark beeinflusst wurde er vom Malstil des amerikanischen Malers John La Farge sowie der Hudson River School.